# (31086) Gehringer
(31086) Gehringer est un astéroïde de la ceinture principale.

## Description
(31086) Gehringer est un astéroïde de la ceinture principale. Il fut découvert le 12 janvier 1997 à l'observatoire Goodricke-Pigott par Roy A. Tucker. Il présente une orbite caractérisée par un demi-grand axe de 3,09 UA, une excentricité de 0,22 et une inclinaison de 2,0° par rapport à l'écliptique.

## Compléments